# ステファニー・セッズ
「ステファニー・セッズ」（Stephanie Says）は、ルー・リードが作詞作曲したヴェルヴェット・アンダーグラウンドの楽曲。オリジナル・アルバムには収録されなかったものの、数多くのカバー・バージョンを生んだ。リードのソロ・アルバム『ベルリン』（1973年）に収められた「キャロラインのはなし (2) 」の原曲である。

## 概要
レコーディングは1968年2月13日、14日、ニューヨークのA&Rスタジオで行われた。プロデューサーは、『ゲッツ/ジルベルト』（1964年、ヴァーヴ・レコード）などのエンジニアとして知られるヴァル・ヴァレンティンが務めた。
アルバムへの収録が見送られたことから海賊盤が多く出回った。オフィシャルとしては、1985年2月発売のコンピレーション・アルバム『VU』が最初に収録されたレコードである（ただしリミックスが施された）。続いて1995年9月26日発売のボックス・セット『Peel Slowly and See』にも収録された。オリジナル・ミックスは2005年6月14日発売のコンピレーション・アルバム『Gold』と、2013年12月発売の『ホワイト・ライト/ホワイト・ヒート』の3枚組スーパー・デラックス・エディション盤に収録された。
ルー・リードは1973年、「Stephanie」を「Caroline」に変えて本作品を元に「キャロラインのはなし (2) 」を書いた。「ステファニー・セッズ」の「彼女は死ぬことを恐れない／人々はみんな彼女を "アラスカ" と呼ぶ／世界の間で人々が彼女をそう呼ぶのは／彼女の心の中にあるものがまったくそれだから」という歌詞と、最後に繰り返される言葉「アラスカはとても寒い」は、「キャロラインのはなし (2) 」に生かされた。
2001年公開のアメリカ映画『ザ・ロイヤル・テネンバウムズ』に使用された。

## カバー・バージョン
- タクシー・ガール - 1985年のコンピレーション・アルバム『Les Enfants Du Velvet』に収録。フランス語詞。タイトルは「Je Rêve Encore De Toi」[5]。
- リー・ラナルド - 1994年のコンピレーション・アルバム『Fifteen Minutes: A Tribute to The Velvet Underground』に収録。
- エミリアナ・トリーニ - 1996年のアルバム『Merman』に収録。
- ベティ・サーヴァート - 1998年のライブ・アルバム『Bettie Serveert Plays Venus in Furs and Other Velvet Underground Songs』に収録。
- ナカコ - 2000年のコンピレーション・アルバム『Rabid Chords 002 - VU Tribute』に収録。
- ケレン・アン & バルディ・ヨハンソン - 2003年のアルバム『Lady and Bird』に収録。
- ジョセフ・アーサー - 2014年のアルバム『Lou』に収録。
- テレ・ノヴェラ - 2015年のコンピレーション・アルバム『I Saved Latin! A Tribute to Wes Anderson』に収録[6]。